# Young America (yacht)
Pour les articles homonymes, voir Young America.
Young America (USA-36) est le yacht de course, defender américain lors de la 29e Coupe de l'America (America's Cup) de 1995 représentant le San Diego Yacht Club contre le challenger néo-zélandais Black Magic (NZL-32) du Royal New Zealand Yacht Squadron d'Auckland qui a eu lieu à San Diego.

## Construction
Le syndicat PACT 95 et le Team Dennis Conner ont fait construire ce yacht de course par la société Goetz Custom Sailboats Inc. de Rhode Island. Le mât est en fibre de carbone.

## Carrière

Guidon du SDYC

Lors de la 1995 Citizen Cup (en) de début d'année, les séries de régate pour la sélection du defender de la Coupe de l'América 1995, Young America a été battu par le catamaran Stars & Stripes US-1.
Malgré cela, confiant en Young America, Dennis Conner a choisi de le skipper pour la Coupe de l'America 1995, qui s'est déroulé à San Diego  du 5 au 13 mai. Il a été battu par le monocoque de la Emirates Team New Zealand Black Magic (NZL-32) par 5 manches à 0, skippé par Peter Blake.
Young America fut aussi surnommé « Mermaid » (« sirène »), « Dorothy », ou « Blond beauty » (« beauté blonde ») à cause de la sirène blonde peinte sur sa coque par l'artiste du mouvement pop art Roy Lichtenstein.
En 2002, sa coque a été acquise par le Storm King Art Center de New York et est devenue une pièce de musée.